# 小齿斑皿蛛
小齿斑皿蛛（学名：Lepthyphantes denticulatus）为皿蛛科斑皿蛛属的动物。在中国大陆，分布于青海等地。该物种的模式产地在青海湟源。其种加词“Denticulatus”意为“具细齿的”。